# Pseudometopius pilosus
Pseudometopius pilosus är en stekelart som först beskrevs av Tohru Uchida 1940.  Pseudometopius pilosus ingår i släktet Pseudometopius och familjen brokparasitsteklar. Inga underarter finns listade i Catalogue of Life.